# Пахтакор (Восейський район)
Пахтако́р (тадж. Пахтакор) — село у складі Хатлонської області Таджикистану. Входить до складу джамоату імені Худойора Раджабова Восейського району.
Назва означає бавовнороб. Раніше село було центром сільради.
Населення — 1444 особи (2010; 1445 в 2009).
Через село проходить автошлях Р-25 Восе-Ховалінг.